# Carlos Gurpegi
Carlos Gurpegi Nausia (Pamplona, 19. kolovoza 1980.) je bivši španjolski profesionalni nogometaš koji je igrao kao stoper ili obrambeni vezni igrač. Cijelu svoju profesionalnu karijeru je proveo u Athletic Bilbau. Trenutačno je trener Bilbao Athletica.

## Klupski uspjesi
Athletic Bilbao
- Španjolski superkup (1): 2015.

## Vanjske poveznice
- Profil na Transfermarktu
- Profil na Soccerwayu